# Tokutarō Tanaka
Tokutarō Tanaka (田中 徳太郎, Tanaka Tokutarō, 1909-1989) est un photographe japonais renommé.
Il est lauréat du prix annuel de l'édition 1961 du prix de la Société de photographie du Japon.